# Discantus (Ensemble)

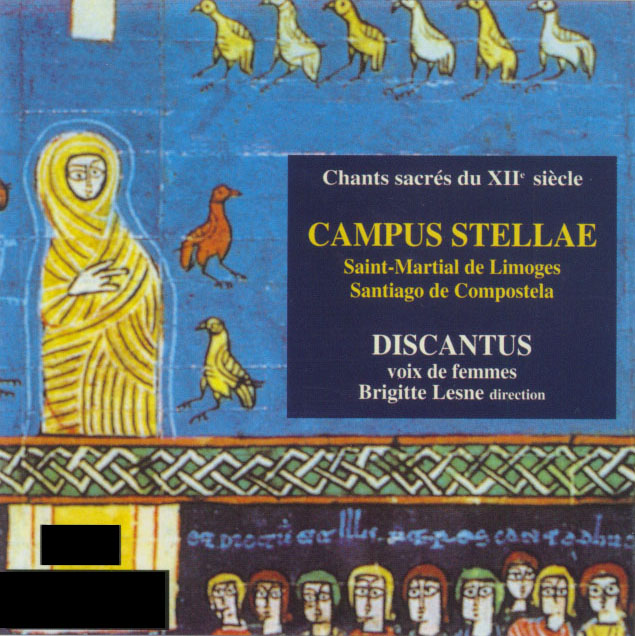
Cover der zweiten CD von Discantus, Campus Stellae (1994), mit Pilgermusik aus Santiago de Compostela und Saint-Martial in Limoges

Discantus ist der Name eines 1989 gegründeten französischen Vokalensembles aus Frauenstimmen, das Musik des Mittelalters interpretiert und aufführt. Es steht unter der Leitung von Brigitte Lesne.
Das Ensemble Discantus konzentriert sich auf geistliche, ein- oder mehrstimmige Werke. Sein Repertoire reicht vom gregorianischen Choral des 11. Jahrhunderts bis zur Ars nova. Die Stücke werden meist von sechs bis acht Sängerinnen vorgetragen, wobei sich in der Interpretation oft solistische mit mehrstimmigen Passagen abwechseln.

## Veröffentlichungen und Konzerte
Bis 2006 veröffentlichte das Ensemble zwölf CDs, von denen die meisten mindestens eine höchste Auszeichnung einer französischen Zeitschrift für klassische Musik erhielten (Diapason d’or, Choc – Le Monde de la musique, 10 de Répertoire und andere). Die ersten acht CDs sind beim Plattenlabel Opus 111, spätere unter anderem bei Jade erschienen.
Einige der Aufführungen fanden in Zusammenarbeit mit dem Ensemble Alla Francesca statt. Insbesondere in den älteren Aufnahmen sang das Ensemble ausschließlich a cappella, später wurde gelegentlich ein Instrument zur akustischen Unterstützung verwendet.
Konzertreisen führten das Ensemble in mehrere europäische Länder, die USA, Marokko und Australien.